# دهاتی (پروانه)
دهاتی (پروانه) (نام علمی: Cupha erymanthis) نام یک گونه از تیره فرچه‌پایان است.

## نگارخانه

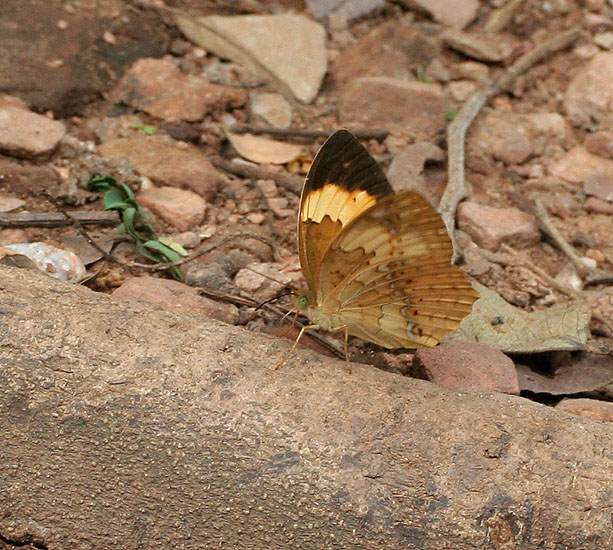
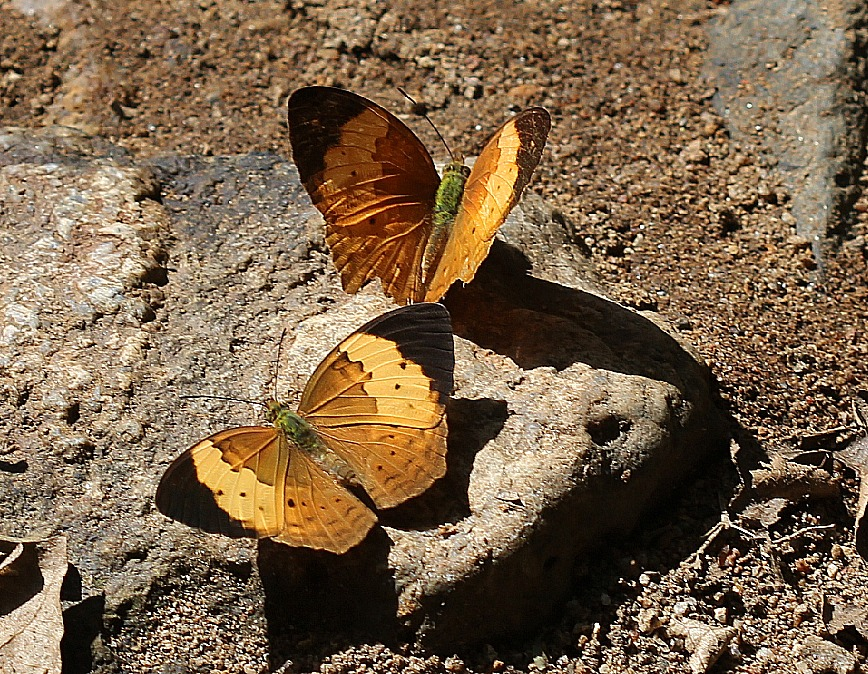
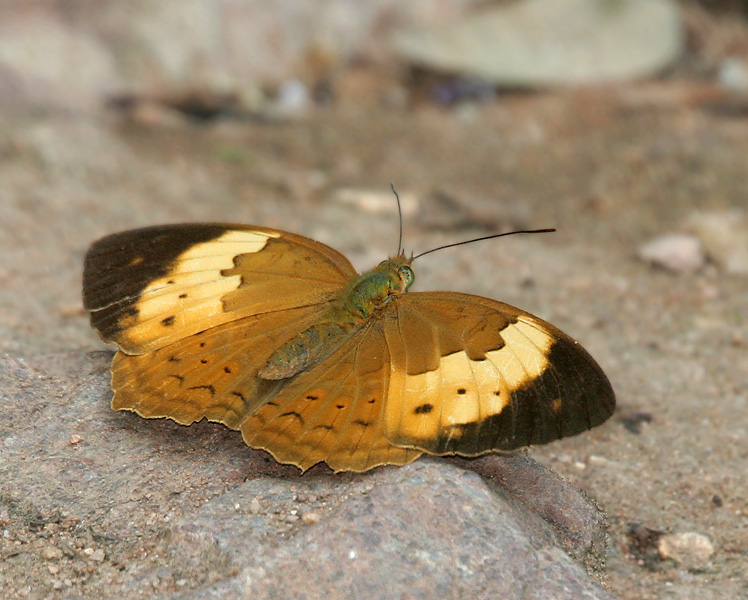
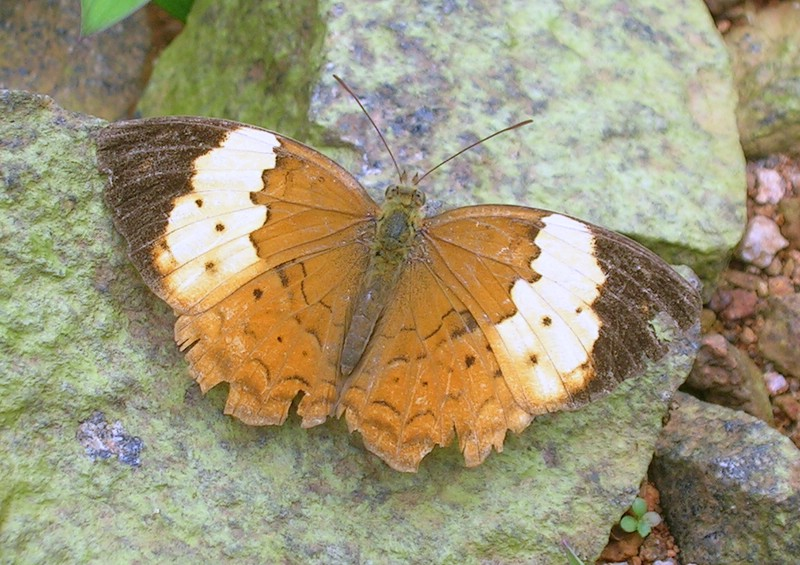